# Müsellem
Müsellem (de l'àrab mussàl·lam) fou un nom militar otomà donat als cavallers que rebien terres a províncies a canvi de les quals havien de fer servei militar uns anys.
Els müsellems van sorgir al segle xiv. El segle XV amb la creació dels geníssers van deixar de ser combatents actius i van passar a ser auxiliars que acompanyaven als exèrcits per les tasques com fer trinxeres, empènyer els canons, aplanar els camins, transports, i similars. Progressivament van haver de pagar impostos en comptes de servei i al segle xvi van deixar de tenir cap paper a terra i van quedar limitats a les forces navals on no van donar bon resultat i foren eliminats.
La seva organització va desaparèixer a l'inici del segle xvii i el nom es va conservar en una infanteria auxiliar sobretot a les guarnicions de frontera.